# 场致发射
电子场致发射，也称为场致发射（ Field Emission ）和电子场发射、场发射，是由静电场引起的电子发射。最常见的情况是从固体表面到真空的场致发射。然而，场发射可以从固体或液体表面、真空、流体（例如空气）或任何绝缘或弱导电电介质中发生。电子从半导体的价带到导带的场致促进（齐纳效应）也可以看作是场发射的一种形式。该术语的使用是具有历史意义的，因为表面光效应、热电子发射（或Richardson-Dushman 效应）和“冷电子发射”（即强静态（或准静态）电场中的电子发射）的相关现象是在 1880 年代到 1930 年代被独立发现和研究的。不带限定词地使用场致发射这个词时，它通常表示“冷发射”。
纯金属中的场致发射发生在强电场中：电场强度大小通常高于十亿伏特每米，并且强烈依赖于功函数。虽然基于场致发射的电子源有许多应用，但场致发射是真空击穿和放电这一不良现象的主要来源，工程师在防治这种现象。表面场致发射的应用包括构建用于高分辨率电子显微镜的强电子源或从航天器中释放感应电荷。消除感应电荷的装置称为电荷中和器。
1920 年代后期，场致发射由电子的量子隧穿效应解释。这是新生的量子力学的成果之一。大块金属的场致发射理论由Ralph H. Fowler和Lothar Wolfgang Nordheim提出。 近似方程Fowler–Nordheim 方程以他们命名。严格来说，Fowler-Nordheim 方程仅适用于块状金属的场致发射，经过适当修正后也可用于其他一些块状晶体，但它通常用来（粗略地）描述其他材料的场致发射。

## 术语和约定
场致电子发射、场电子发射、场致发射和电子场发射是这种实验现象及其理论的常用名。此处使用场致发射。
Fowler-Nordheim 隧穿是电子通过隧穿效应穿过强电场在导体表面形成的圆润的三角势垒。在不同场合下，电子可以通过 Fowler-Nordheim 隧穿从许多材料中逸出。
冷场电子发射(CFE) 是一种特定的统计发射体系的名称，该体系中发射源中的电子最初处于热力学平衡，大多数发出的电子都接近费米能级并通过 Fowler-Nordheim 隧道效应逃逸。 （相比之下，在肖特基发射中，大多数越过外场降低后的势垒的电子能量远高于费米能级。 ) 如果施加适当大小的电场，许多固体和液体材料都可以通过 CFE 发射电子。

### 作为电子枪发射源的场致发射器

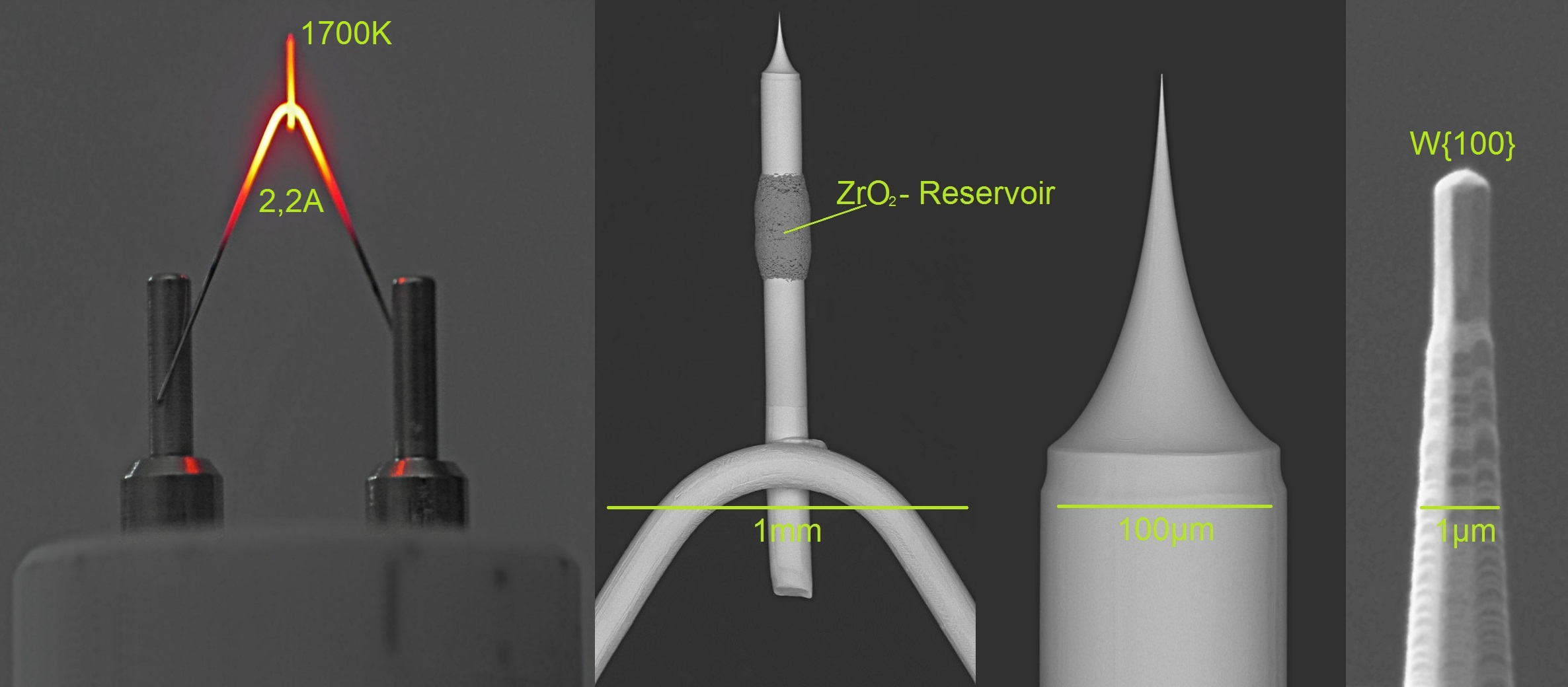
电子显微镜的肖特基发射器电子源